# Bulgarije op de Olympische Zomerspelen 1996
Bulgarije nam deel aan de Olympische Zomerspelen 1996 in Atlanta, Verenigde Staten.

## Medailleoverzicht
| Sport         | Olympiër                                                                                 | Onderdeel               | Medaille |
| ------------- | ---------------------------------------------------------------------------------------- | ----------------------- | -------- |
| Atletiek      | Stefka Kostadinova                                                                       | hoogspringen (v)        | Goud     |
| Boksen        | Daniel Petrov                                                                            | -48kg (m)               | Goud     |
| Worstelen     | Valentin Yordanov                                                                        | -52kg vrije stijl (m)   | Goud     |
| Boksen        | Serafim Todorov                                                                          | -57kg (m)               | Zilver   |
| Boksen        | Tontcho Tontchev                                                                         | -60kg (m)               | Zilver   |
| Gewichtheffen | Yoto Yotov                                                                               | -76kg (m)               | Zilver   |
| Gymnastiek    | Krasimir Dunev                                                                           | rekstok (m)             | Zilver   |
| Gymnastiek    | Maia Tabakova Ivelina Taleva Vjara Vatachka Ina Deltcheva Valentina Kevlian Maria Koleva | ritmisch team (v)       | Zilver   |
| Schietsport   | Emil Milev                                                                               | 25m snelvuurpistool (m) | Zilver   |
| Schietsport   | Diana Iorgova                                                                            | 10m luchtpistool (v)    | Zilver   |
| Gewichtheffen | Sevdalin Minchev                                                                         | -54kg (m)               | Brons    |
| Gewichtheffen | Nikolay Peshalov                                                                         | -59kg (m)               | Brons    |
| Kanovaren     | Andrian Dushev Milko Kazanov                                                             | K-2 1000m (m)           | Brons    |
| Schietsport   | Tanjoe Kirjakov                                                                          | 10m luchtpistool (m)    | Brons    |
| Schietsport   | Mariya Grozdeva                                                                          | 10m luchtpistool (v)    | Brons    |

## Deelnemers en resultaten

### Atletiek
| Olympiër                                                              | Onderdeel              | Resultaat | Prestatie                                                                        |
| --------------------------------------------------------------------- | ---------------------- | --------- | -------------------------------------------------------------------------------- |
| Anton Ivanov                                                          | 200m (m)               | 61e       | serie 2: 6de in 21,20                                                            |
| Khristo Stefanov                                                      | marathon (m)           | 30e       | 2:18.29                                                                          |
| Petko Stefanov                                                        | marathon (m)           | 80e       | 2:29.06                                                                          |
| Ivaylo Mladenov                                                       | verspringen (m)        | DNF       | kwalificatie groep B: geen geldige poging                                        |
| Galin Georgiev                                                        | hink-stap-springen (m) | 7e        | kwalificatie groep B: 2de met 17,02m finale: 7de met 16,92m                      |
| Stoyko Tsonov                                                         | hink-stap-springen (m) | 29e       | kwalificatie groep A: 13de met 16,15m                                            |
|                                                                       |                        |           |                                                                                  |
| Zlatka Georgieva                                                      | 100m (v)               | 32e       | serie 1: 4de in 11,74 kwartfinale 4: 8ste in 11,99                               |
| Petya Pendareva                                                       | 100m (v)               | 35e       | serie 4: 5de in 11,59                                                            |
| Monika Gachevska                                                      | 200m (v)               | 24e       | serie 4: 3de in 23,30 kwartfinale 1: 6de in 23,44                                |
| Zlatka Georgieva                                                      | 200m (v)               | 40e       | serie 1: 7de in 24,05                                                            |
| Petya Strashilova                                                     | 800m (v)               | 23e       | serie 4: 5de in 2.02,13                                                          |
| Petya Strashilova                                                     | 1500m (v)              | 29e       | serie 2: 11de in 4.26,66                                                         |
| Svetla Dimitrova                                                      | 100m horden (v)        | DNF       | serie 2: 4de in 12,92 kwartfinale 1: 4de in 12,84 halve finale 2: niet gefinisht |
| Desislava Dimitrova Monika Gachevska Zlatka Georgieva Petya Pendareva | 4x100m (v)             | 10e       | serie 3: 3de in 44,19                                                            |
| Iva Prandzheva                                                        | verspringen (v)        | DSQ       | kwalificatie groep B: 1ste met 6,62m finale: 7de met 6,82m                       |
| Iva Prandzheva                                                        | hink-stap-springen (v) | DSQ       | kwalificatie groep A: 1ste met 14,61m finale: 4de met 14,92m                     |
| Stefka Kostadinova                                                    | hoogspringen (v)       | Goud      | kwalificatie groep A: 1ste met 1,92m finale: 1ste met 2,05m (OR)                 |
| Venelina Veneva                                                       | hoogspringen (v)       | 29e       | kwalificatie groep B: 16de met 1,80m                                             |
| Svetla Mitkova                                                        | kogelstoten (v)        | 18e       | kwalificatie groep B: 9de met 17,48m                                             |
| Atanaska Angelova                                                     | discuswerpen (v)       | 18e       | kwalificatie groep A: 8ste met 59,82m                                            |
| Sonya Radicheva                                                       | speerwerpen (v)        | DNF       | kwalificatie groep A: geen geldige poging                                        |

### Badminton
| Olympiër        | Onderdeel     | Resultaat | Prestatie                                    |
| --------------- | ------------- | --------- | -------------------------------------------- |
| Todor Velkov    | enkelspel (m) | 33e       | 1ste ronde: V van THA Kitikul: 7-15, 15-17   |
|                 |               |           |                                              |
| Neli Nedjalkova | enkelspel (v) | 33e       | 1ste ronde: V van SWE Borg: 6-11, 4-11       |
| DMargit Borg    | enkelspel (v) | 33e       | 1ste ronde: V van DEN Sondergaard: walk-over |

### Boksen
| Olympiër            | Onderdeel   | Resultaat | Prestatie |
| ------------------- | ----------- | --------- | --- |
| Daniel Petrov       | -48kg (m)   | Goud      | 1ste ronde: vrij 2de ronde: W van ARM Munchyan: 11-5 kwartfinale: W van THA Kamsing: 18-6 halve finale: W van UKR Kiryukhin: 17-8 finale: W van PHI Velasco: 19-6                                                                    |
| Yuliyan Strogov     | -51kg (m)   | 17e       | 1ste ronde: V van IRL Kelly: 11-12 |
| Aleksandar Khristov | -54kg (m)   | 17e       | 1ste ronde: V van VEN Barreto: 3-9 |
| Serafim Todorov     | -57kg (m)   | Zilver    | 1ste ronde: W van UKR Shestakov: 11-4 2de ronde: W van AUS Peden: 20-8 kwartfinale: W van GER Huste: 14-6 halve finale: W van USA Mayweather jr.: 10-9 finale: V van THA Somluck: 5-8                                                |
| Tontcho Tontchev    | -60kg (m)   | Zilver    | 1ste ronde: W van MDA Taykou: scheidsrechterlijke beslissing 2de ronde: W van ZAM Zimba: 17-9 kwartfinale: W van CAN Strange: 16-10 halve finale: W van USA Cauthen: 15-12 finale: V van ALG Soltani: scheidsrechterlijke beslissing |
| Radoslav Suslekov   | -63,5kg (m) | 17e       | 1ste ronde: V van IRI Babak: 3-11 |

### Boogschieten
| Olympiër       | Onderdeel       | Resultaat | Prestatie                                                               |
| -------------- | --------------- | --------- | ----------------------------------------------------------------------- |
| Stefan Mliakov | individueel (m) | 45e       | plaatsingsronde: 62ste met 617 punten 1ste ronde: V van KOR Oh: 156-162 |

### Gewichtheffen
| Olympiër          | Onderdeel | Resultaat | Prestatie                                                       |
| ----------------- | --------- | --------- | --------------------------------------------------------------- |
| Ivan Ivanov       | -54kg (m) | 6e        | trekken: 8ste met 112,5kg stoten: 5de met 145kg totaal: 257,5kg |
| Sevdalin Minchev  | -54kg (m) | Brons     | trekken: 3de met 125kg stoten: 2de met 152,5kg totaal: 277,5kg  |
| Nikolay Peshalov  | -59kg (m) | Brons     | trekken: 1ste met 137,5kg stoten: 3de met 165kg totaal: 302,5kg |
| Ilian Iliev       | -64kg (m) | 6e        | trekken: 5de met 142,5kg stoten: 8ste met 162,5kg totaal: 305kg |
| Petar Petrov      | -64kg (m) | 9e        | trekken: 6de met 140kg stoten: 12de met 160kg totaal: 300kg     |
| Zlatan Vasilev    | -70kg (m) | 9e        | trekken: 7de met 150kg stoten: 7de met 180kg totaal: 330kg      |
| Plamen Zhelyazkov | -70kg (m) | 4e        | trekken: 3de met 155kg stoten: 7de met 180kg totaal: 335kg      |
| Yoto Yotov        | -76kg (m) | Zilver    | trekken: 5de met 160kg stoten: 2de met 200kg totaal: 360kg      |
| Krastu Milev      | -83kg (m) | 8e        | trekken: 9de met 160kg stoten: 5de met 200kg totaal: 360kg      |
| Plamen Bratoychev | -91kg (m) | 8e        | trekken: 4de met 175kg stoten: 9de met 205kg totaal: 380kg      |

### Gymnastiek
| Olympiër                                                                                                  | Onderdeel                | Resultaat | Prestatie |
| Ritmisch                                                                                                  | Ritmisch                 | Ritmisch  | Ritmisch |
| --- | ------------------------ | --------- | --- |
| Maria Petrova                                                                                             | individueel (v)          | 5e        | voorronde: 6de touw: 6de met 9,666 punten bal: 24ste met 9,183 punten knotsen: 2de met 9,800 punten lint: 3de met 9,733 punten totaal: 38,383 punten halve finale: 4de touw: 4de met 9,716 punten bal: 5de met 9,750 punten knotsen: 3de met 9,733 punten lint: 4de met 9,700 punten totaal: 38,899 punten finale: touw: 5de met 9,733 punten bal: 5de met 9,783 punten knotsen: 5de met 9,733 punten lint: 4de met 9,750 punten totaal: 39,000 punten                      |
| Diana Popova                                                                                              | individueel (v)          | 11e       | voorronde: 10de touw: 9de met 9,550 punten bal: 7de met 9,500 punten knotsen: 11de met 9,516 punten lint: 18de met 9,283 punten totaal: 37,849 punten halve finale: 11de touw: 13de met 9,449 punten bal: 15de met 9,466 punten knotsen: 11de met 9,466 punten lint: 13de met 9,449 punten totaal: 37,830 punten |
| Maia Tabakova Ivelina Taleva Vjara Vatachka Ina Deltcheva Valentina Kevlian Maria Koleva                  | team (v)                 | Zilver    | kwalificatie: 1ste hoepel: 3de met 19,466 punten bal/lint: 1ste met 19,550 punten totaal: 39,016 punten finale: hoepel: 3de met 19,416 punten bal/lint: 1ste met 19,450 punten totaal: 38,866 punten |
| Turnen |                          |           | |
| Ivan Ivanov                                                                                               | sprong (m)               | 4e        | kwalificatie: 7de met 19,324 punten finale: 4de met 9,643 punten |
| Ivan Ivanov                                                                                               | vloer (m)                | 4e        | kwalificatie: 8ste met 19,325 punten finale: 4de met 9,750 punten |
| Yordan Yovchev                                                                                            | ringen (m)               | 4e        | kwalificatie: 2de met 19,374 punten finale: 4de met 9,800 punten |
| Krasimir Dounev                                                                                           | rekstok (m)              | Zilver    | kwalificatie: 7de met 19,299 punten finale: 2de met 9,825 punten |
| Krasimir Dounev                                                                                           | individuele meerkamp (m) | 21e       | kwalificatie: 16de vloer: 47ste met 18,725 punten paard voltige: 54ste met 18,650 punten ringen: 22ste met 19,049 punten sprong: 12de met 19,250 punten brug: 29ste met 18,925 punten rekstok: 7de met 19,299 punten totaal: 113,898 punten finale: vloer: 33ste met 9,125 punten paard voltige: 28ste met 9,500 punten ringen: 18de met 9,575 punten sprong: 20ste met 19,200 punten brug: 24ste met 9,475 punten rekstok: 9de met 9,712 punten totaal: 56,974 punten      |
| Kalofer Hristozov                                                                                         | individuele meerkamp (m) | 40e       | kwalificatie: vloer: 66ste met 18,525 punten paard voltige: 50ste met 18,725 punten ringen: 41ste met 18,850 punten sprong: 63ste met 18,675 punten brug: 73ste met 18,300 punten rekstok: 71ste met 18,225 punten totaal: 111,300 punten |
| Dimitar Lunchev                                                                                           | individuele meerkamp (m) | 32e       | kwalificatie: 37ste vloer: 64ste met 18,550 punten paard voltige: 42ste met 18,662 punten ringen: 74ste met 18,325 punten sprong: 42ste met 18,950 punten brug: 64ste met 18,375 punten rekstok: 21ste met 19,150 punten totaal: 112,162 punten finale: vloer: 31ste met 9,200 punten paard voltige: 10de met 9,662 punten ringen: 35ste met 9,275 punten sprong: 30ste met 9,300 punten brug: 26ste met 9,462 punten rekstok: 32ste met 9,000 punten totaal: 55,899 punten |
| Deyan Tordanov                                                                                            | individuele meerkamp (m) | 47e       | kwalificatie: vloer: 78ste met 18,250 punten paard voltige: 53ste met 18,687 punten ringen: 85ste met 18,000 punten sprong: 53ste met 18,825 punten brug: 68ste met 18,350 punten rekstok: 70ste met 18,275 punten totaal: 110,387 punten |
| Yordan Yovchev                                                                                            | individuele meerkamp (m) | 17e       | kwalificatie: 4de vloer: 13de met 19,237 punten paard voltige: 29ste met 18,950 punten ringen: 2de met 19,374 punten sprong: 20ste met 19,200 punten brug: 29ste met 18,925 punten rekstok: 16de met 19,212 punten totaal: 114,898 punten finale: vloer: 7de met 9,650 punten paard voltige: 20ste met 9,600 punten ringen: 4de met 9,737 punten sprong: 26ste met 9,375 punten brug: 34ste met 9,050 punten rekstok: 9de met 9,712 punten totaal: 57,124 punten            |
| Krasimir Dounev Kalofer Hristozov Ivan Ivanov Dimitar Lunchev Deyan Tordanov Vassil Vetzev Yordan Yovchev | team meerkamp (m)        | 6e        | vloer: 10de met 94,361 punten paard voltige: 8ste met 94,349 punten ringen: 7de met 94,760 punten sprong: 5de met 95,549 punten brug: 10de met 93,725 punten rekstok: 9de met 94,283 punten totaal: 567,567 punten |
| |                          |           | |
| Veselina Gentcheva                                                                                        | individuele meerkamp (v) | 69e       | kwalificatie: 16de sprong: 60ste met 18,725 punten brug: 51ste met 18,912 punten balk: 90ste met 17,700 punten vloer: 87ste met 18,030 punten totaal: 71,367 punten |

### Judo
| Olympiër   | Onderdeel | Resultaat | Prestatie |
| ---------- | --------- | --------- | --- |
| Ivan Netov | -65kg (m) | 7e        | 1ste ronde: W van IRL Ward 2de ronde: W van UZB Mukhamedkhanov kwartfinale: V van JPN Nakamura herkansingen: W van MGL Nyamlhagva herkansingen 2: V van BRA Guimarães |

### Kanovaren
| Olympiër                                                     | Onderdeel     | Resultaat | Prestatie |
| ------------------------------------------------------------ | ------------- | --------- | --- |
| Nikolay Bukhalov                                             | C-1 500m (m)  | DSQ       | serie 1: 5de in 1.54,727 halve finale 2: 2de in 1.51,914 finale: gediskwalificeerd                               |
| Nikolay Bukhalov                                             | C-1 1000m (m) | 9e        | serie 1: 9de in 4.43,562 halve finale 2: 3de in 4.14,415 finale: 9de in 4.13,034                                 |
| Martin Marinov Blagovest Stoyanov                            | C-2 500m (m)  | 5e        | serie 2: 3de in 1.45,545 halve finale 2: 4de in 1.44,130 finale: 5de in 1.42,208                                 |
| Martin Marinov Blagovest Stoyanov                            | C-2 1000m (m) | 5e        | serie 1: 4de in 4.15,529 halve finale 1: 2de in 3.45,129 finale: 4de in 3.42,382                                 |
| Petar Merkov                                                 | K-1 500m (m)  | 16e       | serie 3: 5de in 1.43,810 herkansingen: 1ste in 1.42,851 halve finale 2: 9de in 1.42,379                          |
| Milko Kazanov Andrian Dushev                                 | K-2 500m (m)  | 8e        | serie 2: 6de in 1.36,801 herkansingen: 1ste in 1.37,928 halve finale 1: 3de in 1.30,641 finale: 8ste in 1.30,513 |
| Milko Kazanov Andrian Dushev                                 | K-2 1000m (m) | Brons     | serie 1: 3de in 3.39,914 halve finale 1: 3de in 3.18,840 finale: 3de in 3.11,206                                 |
| Petar Karadzhov Petar Merkov Nikolay Yordanov Georgi Choykov | K-4 1000m (m) | 8e        | serie 2: 3de in 3.13,165 halve finale 1: 3de in 3.01,427 finale: 8ste in 2.56,696                                |
|                                                              |               |           | |
| Bonka Pindzheva Neli Zafirova                                | K-2 500m (v)  | 12e       | serie 1: 5de in 1.48,652 herkansingen: 3de in 1.53,644 halve finale 2: 6de in 1.48,313                           |

### Roeien
| Olympiër                        | Onderdeel       | Resultaat | Prestatie |
| ------------------------------- | --------------- | --------- | --- |
| Nikolay Kolev Orlin Ninov       | twee-zonder (m) | 9e        | serie 3: 3de in 6.56,09 herkansingen: 3de in 7.13,48 halve finale 1: 6de in 7.00,12 finale B: 3de in 6.35,71 |
|                                 |                 |           | |
| Rumyana Dzhadzharova-Neykova    | skiff (v)       | 8e        | serie 1: 2de in 8.12,85 herkansingen: 2de in 8.41,37 halve finale 1: 5de in 8.15,63 finale B: 2de in 7.27,77 |
| Galina Kamenova Daniela Oronova | dubbel-twee (v) | 10e       | serie 2: 3de in 7.36,48 halve finale 1: 4de in 7.18,33 finale B: 4de in 7.00,14                              |

### Schermen
| Olympiër        | Onderdeel  | Resultaat | Prestatie                                                                |
| --------------- | ---------- | --------- | ------------------------------------------------------------------------ |
| Iliya Mechkov   | degen (m)  | 44e       | 1ste ronde: V van CHN Zhao: 12-15                                        |
|                 |            |           |                                                                          |
| Anna Angelova   | floret (v) | 24e       | 1ste ronde: vrij 2de ronde: V van CHN Xiao: 4-15                         |
| Ivana Georgieva | floret (v) | 31e       | 1ste ronde: W van GBR McIntosh: 15-4 2de ronde: V van ITA Trillini: 8-15 |

### Schietsport
| Olympiër         | Onderdeel                  | Resultaat | Prestatie                                                                         |
| ---------------- | -------------------------- | --------- | --------------------------------------------------------------------------------- |
| Tanjoe Kirjakov  | 50m pistool (m)            | 20e       | kwalificatie: 20ste met 556 punten (99-93-89-92-94-89)                            |
| Kolio Zakhariev  | 50m pistool (m)            | 19e       | kwalificatie: 19de met 557 punten (92-91-94-94-96-90)                             |
| Sabin Chaushev   | 25m snelvuurpistool (m)    | 16e       | kwalificatie: 16de met 582 punten (286-296)                                       |
| Emil Milev       | 25m snelvuurpistool (m)    | Zilver    | kwalificatie: 2de met 590 punten (294-296) finale: 2de met 692,1 punten           |
| Tanjoe Kirjakov  | 10m luchtpistool (m)       | Brons     | kwalificatie: 4de met 584 punten (96-98-96-99-98-97) finale: 3de met 683,8 punten |
| Kolio Zakhariev  | 10m luchtpistool (m)       | 47e       | kwalificatie: 47ste met 568 punten (92-95-93-97-98-93)                            |
| Ivan Gulev       | trap (m)                   | 37e       | kwalificatie: 37ste met 117 punten (69-48)                                        |
|                  |                            |           |                                                                                   |
| Vessela Letcheva | 10m luchtgeweer (v)        | 13e       | kwalificatie: 13de met 392 punten (96-100-98-98)                                  |
| Nonka Matova     | 10m luchtgeweer (v)        | 20e       | kwalificatie: 20ste met 390 punten (100-97-95-98)                                 |
| Vessela Letcheva | 50m geweer 3 houdingen (v) | 5e        | kwalificatie: 4de met 584 punten (197-191-196) finale: 5de met 678,8 punten       |
| Nonka Matova     | 50m geweer 3 houdingen (v) | 12e       | kwalificatie: 12de met 578 punten (195-188-195)                                   |
| Mariya Grozdeva  | 25m pistool (v)            | 21e       | kwalificatie: 21ste met 574 punten (287-287)                                      |
| Diana Iorgova    | 25m pistool (v)            | Zilver    | kwalificatie: 3de met 585 punten (292-293) finale: 2de met 684,8 punten           |
| Mariya Grozdeva  | 10m luchtpistool (v)       | Brons     | kwalificatie: 3de met 389 punten (96-100-96-97) finale: 3de met 488,5 punten      |
| Diana Iorgova    | 10m luchtpistool (v)       | 10e       | kwalificatie: 10de met 381 punten (97-98-91-95)                                   |

### Schoonspringen
| Olympiër            | Onderdeel     | Resultaat | Prestatie                                                                                    |
| ------------------- | ------------- | --------- | -------------------------------------------------------------------------------------------- |
| Radoslava Georgieva | 10m toren (v) | 16e       | voorronde: 16de met 246,06 punten halve finale: 14de met 156,48 punten totaal: 402,54 punten |

### Tennis
| Olympiër                           | Onderdeel      | Resultaat | Prestatie |
| ---------------------------------- | -------------- | --------- | --- |
| Magdalena Maleeva                  | enkelspel (v)  | 9e        | 1ste ronde: W van AUS Stubbs: 6-2, 6-1 2de ronde: W van ARG Labat: 7-6 (7), 6-1 3de ronde: V van JPN Date: 4-6, 4-6 |
| Katerina Maleeva Magdalena Maleeva | dubbelspel (v) | 17e       | 1ste ronde: V van GBR Lake/Wood: 6-3, 6-7(8), 3-6                                                                   |

### Volleybal
| Olympiër | Onderdeel | Resultaat | Prestatie |
| --- | --------- | --------- | --- |
| Lubomir Ganev Ivaylo Gavrilov Plamen Hristov Evgeni Ivanov Nikolay Ivanov Plamen Konstantinov Lyudmil Naydenov Nayden Naydenov Petar Ouzounov Martin Stoev Dimo Tonev Nikolay Jeliazkov | zaal (m)  | 7e        | groep A: 3de V van Cuba: 0-3 (9-15, 7-15, 7-15) W van Brazilië: 3-0 (15-11, 15-13, 15-8) V van Argentinië: 1-3 (10-15, 8-15, 15-11, 10-15) W van Polen: 3-0 (15-4, 15-10, 15-7) W van Verenigde Staten: 3-2 (15-11, 13-15, 11-15, 15-5, 15-12) kwartfinale: V van Nederland: 1-3 (14-16, 15-9, 3-15, 13-15) 5-8ste plek: V van Cuba: 1-3 (4-15, 12-15, 17-16, 12-15) 7-8ste plek: W van Argentinië: 3-2 (15-10, 15-10, 7-15, 7-15, 20-18) |

| Groep A |                  |             |             |             |             |             |             |        |        |        |        |
| #       | Land             | Wedstrijden | Wedstrijden | Wedstrijden | Wedstrijden | Wedstrijden | Wedstrijden | Punten | Punten | Punten | Punten |
| #       | Land             | G           | W           | V           | SW          | SV          | SR          | SPW    | SPL    | Saldo  | Punten |
| 1       | Cuba             | 5           | 4           | 1           | 12          | 5           | +7          | 233    | 191    | +42    | 9      |
| 2       | Brazilië         | 5           | 3           | 2           | 10          | 6           | +4          | 210    | 187    | +23    | 8      |
| 3       | Bulgarije        | 5           | 3           | 2           | 10          | 8           | +2          | 225    | 212    | +13    | 8      |
| 4       | Argentinië       | 5           | 3           | 2           | 9           | 9           | 0           | 222    | 225    | -3     | 8      |
| 5       | Verenigde Staten | 5           | 2           | 3           | 10          | 9           | +1          | 241    | 233    | +8     | 7      |
| 6       | Polen            | 5           | 0           | 5           | 1           | 15          | -14         | 151    | 234    | -83    | 5      |

| Ronde       | Datum   | Plaats     | Land | Score            | Land |
| ----------- | ------- | ---------- | ---- | ---------------- | ---- |
| Groepsfase  |         |            |      |                  |      |
| 21 juli     | Atlanta | Cuba       | 3-0  | Bulgarije        |      |
| 23 juli     | Atlanta | Bulgarije  | 3-0  | Brazilië         |      |
| 25 juli     | Atlanta | Argentinië | 3-1  | Bulgarije        |      |
| 27 juli     | Atlanta | Bulgarije  | 3-0  | Polen            |      |
| 29 juli     | Atlanta | Bulgarije  | 3-2  | Verenigde Staten |      |
| Kwartfinale |         |            |      |                  |      |
| 29 juli     | Atlanta | Bulgarije  | 1-3  | Nederland        |      |
| 5-8ste plek |         |            |      |                  |      |
| 1 augustus  | Atlanta | Cuba       | 3-1  | Bulgarije        |      |
| 7-8ste plek |         |            |      |                  |      |
| 2 augustus  | Atlanta | Bulgarije  | 3-2  | Argentinië       |      |

### Worstelen
| Olympiër          | Onderdeel   | Resultaat   | Prestatie |
| Vrije stijl       | Vrije stijl | Vrije stijl | Vrije stijl |
| ----------------- | ----------- | ----------- | --- |
| Valentin Yordanov | -52kg (m)   | Goud        | 1ste ronde: W van MEX Rodríguez: 10-0 2de ronde: W van RUS Mongush: 4-2 3de ronde: vrij 4de ronde: W van KAZ Mamyrov: 7-3 finale: W van AZE Abdullayev: 4-3                                                                                                |
| Serafim Barzakov  | -57kg (m)   | 12e         | 1ste ronde: W van AUS O'Brien: 10-0 2de ronde: V van PRK Rih: 1-5 3de ronde: V van JPN Abe: 3-5 |
| Plamen Paskalev   | -74kg (m)   | 4e          | 1ste ronde: W van CMR Avom: 10-0 2de ronde: vrij 3de ronde: W van MKD Verhušin: 12-0 4de ronde: V van KOR Park: 3-5 5de ronde: W van GER Leipold: 8-4 bronzen finale: V van JPN Ota: 3-5                                                                   |
| Plamen Penev      | -82kg (m)   | 12e         | 1ste ronde: W van CUB Ramos: 1-3 2de ronde: W van AUS Brown: 8-2 3de ronde: V van GEO Gogolishvili: 1-4 |
| Kaloyan Baev      | -90kg (m)   | 13e         | 1ste ronde: W van GEO Kurtanidze: 0-11 2de ronde: W van ASA Purcell: 4-0 3de ronde: V van HUN Bacsa: 5-7 |
| Grieks-Romeins    |             |             | |
| Valentin Yordanov | -48kg (m)   | 11e         | 1ste ronde: W van YEM Al-Ezani: 10-0 2de ronde: V van GEO Papashvili: 4-7 3de ronde: V van TUR Özdemir: 0-4 |
| Yordan Anev       | -52kg (m)   | 6e          | 1ste ronde: W van NGR Gidswill: 11-0 2de ronde: W van KAZ Dyusenov: 9-6 3de ronde: vrij 4de ronde: V van USA Paulson: 2-6 5de ronde: V van UKR Kalashnykov: 0-5 5-6de plek: V van CUB Rivas: 0-5                                                           |
| Ivan Radnev       | -62kg (m)   | 5e          | 1ste ronde: W van TUR Pirim: 1-1 2de ronde: W van USA Zuniga: 3-1 3de ronde: vrij 4de ronde: V van CUB Marén: 1-4 5de ronde: V van GEO Gulishvili: 1-3 5-6de plek: W van UKR Komyshenko: 3-0                                                               |
| Biser Georgiev    | -68kg (m)   | 5e          | 1ste ronde: W van MAR Kandafil: 10-0 2de ronde: V van UZB Pulyaev: 0-2 3de ronde: W van FIN Yli-Hannuksela: 1-1 4de ronde: W van TUR Karapinar: 5-0 5de ronde: W van CUB Colás: 4-0 6de ronde: V van BLR Madzjidov: 1-3 5-6de plek: W van UZB Pulyaev: 2-1 |
| Stoyan Stoyanov   | -74kg (m)   | 8e          | 1ste ronde: V van FIN Asell: 2-4 2de ronde: W van ALG Bouguerra: 5-0 3de ronde: W van CZE Zeman: 5-0 4de ronde: W van KOR Kim: 5-0 5de ronde: V van POL Tracz: 2-4 7-8ste plek: V van HUN Berzicsza: walk-over                                             |
| Hristo Dimitrov   | -90kg (m)   | 15e         | 1ste ronde: vrij 2de ronde: W van CUB Peña: 3-0 3de ronde: V van TUR Başar: 3-5 4de ronde: V van GER Bullmann: 0-11 |
| Todor Manov       | -100kg (m)  | 8e          | 1ste ronde: W van BLR Lishtvan: 0-2 2de ronde: W van CHN Ba: 4-0 3de ronde: W van GEO Gogitisze: 3-0 4de ronde: W van JPN Nonomura: 2-0 5de ronde: V van RUS Edisherashvili: 1-3 7-8ste plek: V van UKR Saldadze: walk-over                                |

### Zwemmen
| Olympiër         | Onderdeel            | Resultaat | Prestatie               |
| ---------------- | -------------------- | --------- | ----------------------- |
| Denislav Kalchev | 100m vlinderslag (m) | 26e       | serie 7: 8ste in 54,81  |
| Denislav Kalchev | 200m wisselslag (m)  | 30e       | serie 4: 7de in 2.08,18 |

Afghanistan · Albanië · Algerije · Amerikaanse Maagdeneilanden · Amerikaans-Samoa · Andorra · Angola · Antigua‑Barbuda · Argentinië · Armenië · Aruba · Australië · Azerbeidzjan · Bahama's · Bahrein · Bangladesh · Barbados · België · Belize · Benin · Bermuda · Bhutan · Bolivia · Bosnië en Herzegovina · Botswana · Brazilië · Britse Maagdeneilanden · Brunei · Bulgarije · Burkina Faso · Burundi · Cambodja · Canada · Centraal-Afrikaanse Republiek · Chili · China · Chinees Taipei · Colombia · Comoren · Congo-Brazzaville · Cookeilanden · Costa Rica · Cuba · Cyprus · Denemarken · Djibouti · Dominica · Dominicaanse Republiek · Duitsland · Ecuador · Egypte · El Salvador · Equatoriaal-Guinea · Estland · Ethiopië · Fiji · Filipijnen · Finland · Frankrijk · Gabon · Gambia · Georgië · Ghana · Grenada · Griekenland · Groot-Brittannië · Guam · Guatemala · Guinee · Guinee-Bissau · Guyana · Haïti · Honduras · Hongarije · Hongkong · Ierland · IJsland · India · Indonesië · Irak · Iran · Israël · Italië · Ivoorkust · Jamaica · Japan · Jemen · Joegoslavië · Jordanië · Kaaimaneilanden · Kaapverdië · Kameroen · Kazachstan · Kenia · Kirgizië · Koeweit · Kroatië · Laos · Lesotho · Letland · Libanon · Liberia · Libië · Liechtenstein · Litouwen · Luxemburg ·  Macedonië · Madagaskar · Malawi · Malediven · Maleisië · Mali · Malta · Marokko · Mauritanië · Mauritius · Mexico · Moldavië · Monaco · Mongolië · Mozambique · Myanmar · Namibië · Nauru · Nederland · Nederlandse Antillen · Nepal · Nicaragua · Nieuw-Zeeland · Niger · Nigeria · Noord-Korea · Noorwegen · Oeganda · Oekraïne · Oezbekistan · Oman · Oostenrijk · Pakistan · Palestina · Panama · Papoea-Nieuw-Guinea · Paraguay · Peru · Polen · Portugal · Puerto Rico · Qatar · Roemenië · Rusland · Rwanda · Saint Kitts en Nevis · Saint Lucia · Saint Vincent en Grenadines · Salomonseilanden · Samoa · San Marino · Sao Tomé en Principe · Saoedi-Arabië · Senegal · Seychellen · Sierra Leone · Singapore · Slovenië · Slowakije · Soedan · Somalië · Spanje · Sri Lanka · Suriname · Swaziland · Syrië · Tadzjikistan · Tanzania · Thailand · Togo · Tonga · Trinidad en Tobago · Tsjaad · Tsjechië · Tunesië · Turkije · Turkmenistan · Uruguay · Vanuatu · Venezuela · Verenigde Arabische Emiraten · Verenigde Staten · Vietnam · Wit-Rusland · Zaïre · Zambia · Zimbabwe · Zuid-Afrika · Zuid-Korea · Zweden · Zwitserland